# Russian Sky Airlines
Russian Sky Airlines (Russisch: Авиакомпания "Русское небо"; luchtvaartmaatschappij "Roesskoje nebo"; "Russische hemel") is een Russische luchtvaartmaatschappij met haar hoofdzetel in Moskou. Vanuit deze thuisbasis voert zij passagiers-, vracht- en chartervluchten uit, zowel binnen als buiten Rusland.

## Geschiedenis
Russian Sky Airlines is opgericht in 2005 vanuit een fusie van East Line en Tesis. In juli 2005 werd zij overgenomen door Centre Capital welke ook eigenaar is van VIM Airlines (VIM-Avia).

## Diensten
Russian Sky Airlines voert lijndiensten uit vanaf Moskou naar: (juli 2007)
Stuttgart, Oest-Kamenogorsk.

## Vloot
De vloot van Russian Sky Airlines bestaat in juli 2007 bestaat uit:
- 4 Iljoesjin Il-76TD